# Vincenzo D'Amico
Pour les articles homonymes, voir D'Amico.
Vincenzo D'Amico, né à Latina le 5 novembre 1954 et mort à Rome le 1er juillet 2023, est un joueur footballeur italien qui a joué comme milieu de terrain ou attaquant. Il a disputé dix-sept saisons dans le football professionnel italien, principalement pour la SS Lazio.

## Biographie
Né à Latina en 1954, Vincenzo D'Amico rejoint la Lazio en 1970. Il y restera pendant 15 ans, à l'exception d'un bref passage au Torino (1980-1981). En 1986, il revient en Serie B au Ternana Calcio jusqu'en 1988.
Avec le Lazio, il a remporté le championnat d'Italie de football de Serie A 1973–1974.
En mai 2023, il révèle qu'il est atteint d'un cancer . Il meurt le 1er juillet 2023 à l'âge de 68 ans.